# Gajdušek
Gajdušek – cimbálová muzika Gajdušek byla založena v září roku 1985 na Základní škole Hukvaldy jako součást dětského národopisného souboru Lašánek. Od roku 1990 nese cimbálová muzika jméno hukvaldského zbojníka Gajduška. Zakladatelem a uměleckým vedoucím muziky se stal Mgr. Vladan Jílek, který o několik let později (v roce 2001) založil i cimbálovou muziku Pramínky, jejímž místem působení se stala Kopřivnice.

## Historie

### Začátky
Cimbálovou muziku založil v roce 1985 student Pedagogické fakulty Ostrava Vladan Jílek, nejstarší syn Ivy Jílkové, učitelky, zakladatelky a dlouholeté vedoucí souboru Lašánek, cimbalistky cimbálové muziky Souboru lidových písní a tanců Hukvaldy. Při muzice působil pod vedením Pavly Jílkové i pěvecký sbor ve složení: Pavla Jílková, Eva Holubová, Alena Kolibová, Pavla Domčíková, Irena Slunečková, Marcela Vyvialová, Martina Foldynová, Denisa Ryplová, Lucie Vávrová, Jiří Koliba a Robert Vyvial. Místem působení muziky se na dlouhá léta stala Základní škola Hukvaldy.

### Vystoupení
Základem kmenového repertoáru cimbálové muziky Gajdušek se staly lidové písně a tance z Lašska, rozšířené o písně z dalších částí Moravy a sousedního Slovenska. Gajdušek má za sebou dlouhou řadu nejrůznějších vystoupení. Natáčel v České televizi i v Českém rozhlase. Cimbálová muzika několikrát vycestovala také do zahraničí (Polsko, Německo, Itálie, Španělsko), zúčastnila se Mezinárodního folklorního festivalu v italském Castilliogne del Lago. Jako zástupci Regionu Beskydy reprezentovali svou vlast na mezinárodním folklorním festivalu v Luance ve Španělsku.

### Hudební nosiče
Cimbálová muzika Gajdušek spolu s dívčím pěveckým sborem natočila v roce 1994 svou první MC kazetu "Na ukvalskem zamku". Na této kazetě jsou nahrány a nazpívány nejkrásnější lidové písničky z Hukvald a nejbližšího okolí.

## Členové

### Současní členové
Vladan Jílek – cimbál

Aleš Vyvial – housle prim

Robert Vyvial – housle 2. hlas

Petr Domčík – housle kontra

Dalibor Kološ – kontrabas

### Bývalí členové
Aleš Jílek – housle prim

Aleš Písařovic – housle 1. hlas

Jaromír Holub – housle 2. hlas

Martin Holub – housle kontra

Ivo Šulák – kontrabas

Věra Babincová – cimbál

Alena Kolibová – cimbál

Sylva Šlosarová – flétna

Vlaďka Kološová – flétna

Eliška Lednická – flétna

Pavla Jílková – zpěv, vedoucí pěveckého sboru

Eva Holubová – zpěv

Pavla Domčíková – zpěv

Irena Slunečková – zpěv

Marcela Vyvialová – zpěv

Martina Foldynová – zpěv

Denisa Ryplová – zpěv

Lucie Vávrová – zpěv

Jiří Koliba – zpěv

## Oficiální web muziky Gajdušek
Oficiální web muziky